# Jaouad Gharib
Jaouad Gharib (arabisch جواد غريب, DMG Ǧawwād Ġarīb; * 22. Mai 1972 in Khénifra) ist ein marokkanischer Langstreckenläufer, der bislang zweimal Weltmeister im Marathon wurde.

## Leben
Bei den Leichtathletik-Weltmeisterschaften 2001 in Edmonton wurde er im 10.000-Meter-Lauf Elfter. Im gleichen Jahr gewann er über diese Distanz Gold bei den Mittelmeerspielen und wurde Neunter bei den Halbmarathon-Weltmeisterschaften in Bristol. 2002 wurde er Zehnter bei den Crosslauf-Weltmeisterschaften in Dublin, Achter über 10.000 Meter bei den Leichtathletik-Afrikameisterschaften in Radès und holte Silber bei den Halbmarathon-Weltmeisterschaften in Brüssel.
Nachdem er beim Rotterdam-Marathon des darauffolgenden Jahres Sechster in 2:09:15 h geworden war, überraschte er bei den Weltmeisterschaften 2003 in Paris/Saint-Denis durch einen Sieg in 2:08:31 h, wobei er den 20 Jahre alten Meisterschaftsrekord von Robert De Castella verbesserte. Die Marathonstrecke sollte auch weiterhin seine Spezialdisziplin bleiben. 2004 wurde er Vierter beim Lissabon-Halbmarathon und qualifizierte sich als Dritter beim London-Marathon für die Olympischen Spiele in Athen, bei denen er Elfter wurde. In der darauffolgenden Saison wurde er Sechster in Lissabon, Zweiter in London und verteidigte seinen Titel bei den Weltmeisterschaften 2005 in Helsinki in 2:10:10 h.
2006 wurde er Achter in London, Vierter beim Great North Run und Dritter beim Fukuoka-Marathon. Im Jahr darauf wurde er Dritter beim Lissabon-Halbmarathon, Vierter in London und Dritter beim Portugal-Halbmarathon. Beim Hitzerennen des Chicago-Marathons lieferte er sich bis ins Ziel ein Kopf-an-Kopf-Rennen mit Patrick Mutuku Ivuti, mit dem er zeitgleich in 2:11:11 h einlief. Ivuti wurde mit gerade einmal fünf Hundertstelsekunden Vorsprung als Sieger gewertet.
Beim Marathon der Olympischen Spiele 2008 in Peking war er der letzte, der dem Sieger Samuel Kamau Wanjiru folgen konnte. Mit einer Zeit von 2:07:16 h gewann er die Silbermedaille. Beim Portugal-Halbmarathon wurde er Sechster. 2009 wurde er Zweiter beim Lissabon-Halbmarathon und lief in London mit 2:05:27 h persönliche Bestzeit sowie marokkanischen Rekord, wurde aber trotzdem nur Dritter hinter Wanjiru und Tsegay Kebede, dem Bronzemedaillengewinner von Peking. Ebenfalls Dritter wurde er im selben Jahr beim New-York-City-Marathon. 2010 wurde er Sechster beim Lissabon-Halbmarathon, Dritter in London und siegte in Fukuoka.
Jaouad Gharib ist 1,76 m groß und wiegt 62 kg. Er ist ein aus dem Mittleren Atlas stammender Berber und fing erst im Alter von 22 Jahren mit dem Laufsport an.

## Persönliche Bestzeiten
- 3000 m: 7:39,22 min, 9. Juli 2001, Nizza
  - Halle: 7:51,59 min, 14. März 2003, Birmingham
- 5000 m: 13:19,69 min, 13. Juli 2001, Oslo
- 10.000 m: 27:29,51 min, 18. Juni 2001, Prag
- Halbmarathon: 59:59 min, 22. März 2009, Lissabon
- Marathon: 2:05:27 h, 26. April 2009, London